# Olasz csík
Az olasz csík (Sabanejewia larvata) a sugarasúszójú halak (Actinopterygii) osztályának pontyalakúak (Cypriniformes) rendjébe, ezen belül a csíkfélék (Cobitidae) családjába tartozó faj.

## Előfordulása
Az olasz csík Észak-Olaszország folyóvizeiben él.

## Megjelenése
A hal teste nyújtott, csaknem hengeres, feje oldalról lapított. Szájnyílása szűk, alsó állású; felső állkapcsán 6 rövid bajuszszál (4 elöl, 2 a szájszöglet felett, ezek a szem hátulsó szegélyéig érnek); elülső orrnyílása rövid, csőszerű. Közvetlenül a szeme alatt a szem átmérőjével egyenlő hosszúságú kétágú tüske van. Faroknyelén felül vaskos, alul vékonyabb zsírgerinc húzódik, a farokúszó előtt mindkettő hirtelen ér véget. Pikkelyei nagyon kicsinyek, de csak részben ágyazódtak be a bőrbe. Hátúszója 9, farok alatti úszója 7, farokúszója 14 sugarú; a hátúszó a hasúszók töve előtt kezdődik. Garatfogai egysorosak, 6-6. Háta és oldala rozsdabarna; hasa fehéres, sötét árnyalással. Szeme előtt 2 „kantárszárból” álló sötét háromszög látszik. A hátúszó előtt 3-4, mögötte 5-6 szabálytalan sötét folt van. Oldalain sárga hosszanti sáv húzódik, fölötte és alatta sötét, szabálytalan alakú foltok és márványozás látható. Ajka fekete. Hátúszóján 2, farokúszóján 3 sötét foltsor van. A farokúszó tövén 2 nagy, fekete folt tűnik fel. Testhossza 5-9 centiméter.

## Életmódja
A hal gyakran a vágó csíkkal (Cobitis taenia) együtt fordul elő. Tápláléka férgek, bolharákok, rovarlárvák és apró puhatestűek.

## Szaporodása
Április - június között ívik, a sekély vizű, erős sodrású partmenti részeken. Ikráit kavicsok és növények közé rakja.